# Santa Anna (condado de Starr)
Santa Anna es un lugar designado por el censo ubicado en el condado de Starr en el estado estadounidense de Texas. En el Censo de 2010 tenía una población de 13 habitantes y una densidad poblacional de 7,15 personas por km².

## Geografía
Santa Anna se encuentra ubicado en las coordenadas 26°40′9″N 98°33′28″O / 26.66917, -98.55778. Según la Oficina del Censo de los Estados Unidos, Santa Anna tiene una superficie total de 1.82 km², de la cual 1.82 km² corresponden a tierra firme y (0%) 0 km² es agua.

## Demografía
Según el censo de 2010, había 13 personas residiendo en Santa Anna. La densidad de población era de 7,15 hab./km². De los 13 habitantes, Santa Anna estaba compuesto por el 100% blancos, el 0% eran afroamericanos, el 0% eran amerindios, el 0% eran asiáticos, el 0% eran isleños del Pacífico, el 0% eran de otras razas y el 0% pertenecían a dos o más razas. Del total de la población el 92.31% eran hispanos o latinos de cualquier raza.